# 近堂かおり
近堂 かおり（こんどう かおり、1972年6月27日 - ）は元TBS954情報キャスター（現在のTBSラジオキャスター）。神奈川県横浜市出身。明治学院大学社会学部を卒業した。

## 経歴
- 1998年4月から2009年3月までTBS954情報キャスターを務めた。情報キャスターを卒業後も、下記の通りTBSラジオの番組に出演している。

## 担当番組
- 森本毅郎・スタンバイ! - 「現場にアタック!」水曜および金曜日担当レポーター。

## 過去の担当番組
- 全国こども電話相談室 - 七代目電話のお姉さん
- プレシャスサンデー - 番組エンディングに全国こども電話相談室の番組告知をするために出演
- 伊集院光とらじおと - 伊集院光とらじおとこどもでんわそうだんしつとで通常は電話のお兄さんの伊集院光が先生の際の電話のお姉さんとして。